# ベン・ハー (1959年の映画)
『ベン・ハー』（Ben-Hur）は、1959年のアメリカ合衆国の叙事詩的映画。ルー・ウォーレスによる小説『ベン・ハー』の3度目の映画化作品である。ウィリアム・ワイラー監督。チャールトン・ヘストン主演。同年アカデミー賞で作品賞・監督賞・主演男優賞・助演男優賞をはじめ11部門のオスカーを受賞。この記録は史上最多記録でその後長く続き、『タイタニック』（1997年）、『ロード・オブ・ザ・リング/王の帰還』（2003年）がようやく同じ11部門受賞で並んだが、現在もアカデミー賞の史上最多受賞作品の一つである。

## 概要
アメリカのルー・ウォーレスが1880年に発表した小説『ベン・ハー』を原作に、1907年に15分のサイレント映画で製作され、1925年に同じサイレント映画で2度目の映画化。これはラモン・ノヴァロがベン・ハーを演じ、大ヒットとなった。そしてこの2度目の映画にスタッフとして参加したウィリアム・ワイラーが34年後に監督として70ミリで撮影し3度目の映画化をしたのがこの作品である。
主人公ベン・ハーをチャールトン・ヘストン、メッサラをスティーヴン・ボイド、他にジャック・ホーキンス 、ハイヤ・ハラリート、ヒュー・グリフィス が出演。チャールトン・ヘストンがアカデミー賞主演男優賞、ヒュー・グリフィス が助演男優賞を受賞し、ウィリアム・ワイラーはこの映画で3度目の監督賞を受けている。
帝政ローマの時代に、国を失った民族であるユダヤに生まれた青年：ベン・ハーが苛酷な運命に巻き込まれ、ある時は復讐に燃え、ある時は絶望に陥りながらも、神が為す業により再生される迄の軌跡と、その遍歴において姿を顕して道を照す救世主：イエス・キリストを絡めて描く。原作の副題に「キリストの物語」とあるように、キリストの生誕、受難、復活が「ベン・ハー」の物語の大きな背景となっている。この映画はタイトルが出る前にキリストの生誕で始まり、キリストの処刑とともに復活で「ベン・ハー」の物語が終わり、宗教色が色濃く出ている。
1959年11月18日にプレミア公開され212分の大作ながら全米公開後、瞬く間にヒットとなった。同様に全世界でも公開されてヒットした。54億円もの制作費が投入されたが、この映画1本で倒産寸前だったMGMを一気に立て直させた。

### 日本初公開
1960年4月1日から東京はテアトル東京、4月15日から大阪は南街劇場でロードショー公開され、他都市も東宝洋画系で公開された。テアトル東京では翌年61年7月13日まで469日間に渡って上映され、総入場者数95万4318人、1館の興行収入3億1673万円を記録した。全国各地の上映の後に、配給収入は最終的に15億3000万円となった。
日本での一般公開は1960年4月1日だが、これに先立ち同年3月30日にはテアトル東京でチャリティ上映が行われた。このとき昭和天皇・香淳皇后が招かれ、日本映画史上初の天覧上映となった。ヘストン夫妻もこの場に立ち会っている。

## あらすじ

### 前編

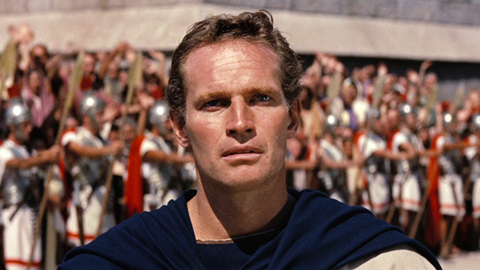
ジュダ・ベン・ハーを演じるチャールトン・ヘストン

ベツレヘムの星々が輝く下、馬小屋で救世主が誕生してから26年の月日が過ぎた。ユダヤ人が住む辺境のイスラエルでは、政務を覧する総督の交代が迫っていた。裕福なユダヤ貴族の若者、ジュダ・ベン・ハー（チャールトン・ヘストン）は、軍司令官として戻ってきたローマ人の旧友メッサラ（スティーヴン・ボイド）との再会を喜ぶ。ユダヤの民が希望の光とする救世主の存在を、未開の頑迷と否定する一方で恐怖をも感じていたメッサラは、王家の流れを汲み人望のある友人ベン・ハーに、ローマ側に協力するよう求める。しかし、同胞の苦難に心を痛めていた彼は、その誘いを断った。
新総督を迎えた日。ベン・ハーと家族が館の屋上で総督の行列を見物していると、家族が触れた屋根瓦が滑り落ちて行列の中へ落下する。暗殺を企てたと疑われた彼をメッサラは弁護することなく見殺しにした。混乱のなか母のミリアム（マーサ・スコット）、妹のティルザ（キャシー・オドネル）は行方知れずに。自らも奴隷の身分に落とされ、死ぬまでガレー船の鎖に繋がれ漕ぎ手となる運命に見舞われる。労役刑を執行するため護送される中で、水を与えられず渇きに苦しめられ、井戸を前に体が崩れかけたその時、沿道の家から出てきた一人の大工が彼を抱きかかえ、桶より水を呑ませる。制止しようとした警備兵は、男を間近に見ると思わず引き下がるのだった。
ローマ海軍の総司令官アリウス（ジャック・ホーキンス）は、マケドニアとの戦いの前に、船倉で強い眼差しを放つ奴隷に目を止めた。それは並の男であれば1年も持たずに落命すると言われながら3年間に渡り信仰と復讐の念によりガレー船の苦役を耐えたベン・ハーだった。実の息子を失い神の姿を見失っていたアリウスは海戦の直前にベン・ハーの足の鎖を外すよう命じる。海戦においてアリウスの旗艦は敵艦から衝角による突撃を受けて沈没しアリウスは海に投げ出される。鎖を外されていたベン・ハーは沈みつつある艦から救える限りの奴隷を解放すると海に飛び込んでアリウスも救出し、さらに敗北を恥じて自害を試みるアリウスを止める。やがてローマの艦隊に救出されたアリウスは、沈んだのは自分の乗艦だけで海戦には大勝利していたことを知る。アリウスはベン・ハーに感謝し、彼を新たな心の支えとした。
かくしてアリウスの支援により、戦車の御者として第二の人生を得たベン・ハーは、ローマ皇帝ティベリウスの恩恵により自由の身となり、アリウスの養子となる。その夜、彼は無償の愛に感謝しながら、母と妹を探すために故郷へ戻る決意をアリウスへ伝えた。帰郷の途上、救世主を探す博士バルサザールと出会い、偉大な道を歩んでいる人の存在を知らされる。またアラブの富豪であるイルデリム（ヒュー・グリフィス）からはメッサラの様子を聞かされた。ローマへの敵愾心が盛んなイルデリムは、戦車競走で常勝を続けるメッサラを打ち負かそうとしており、4頭の駿馬を揃えていたが思うような結果を得られずにいた。馬の調教を見たベン・ハーは、それぞれの馬の性格と走りの特性を瞬時に見抜き配列の変更をイルデリムに助言し、すぐに期待された通りの成果が出たことに感激したイルデリムは、ベン・ハーに御者を依頼したのだった。
仇敵の名前を耳にして身の内に燃えるものを感じたベン・ハーだが、エルサレムへ戻る。荒れ果てた我が家には家宰のサイモニデス（サム・ジャッフェ）とその娘エスター（ハイヤ・ハラリート）が隠れていた。拷問によって歩けなくなっても誠実なままの友との再会を喜ぶが、ミリアムとティルザの姿はそこには居なかった。執政官アリウスの息子としてメッサラと面会したベン・ハーは、彼に母と妹を返すように命じる。ところが母と妹を地下牢に閉じ込めていたローマ側は、二人を解放しようとして凄惨な光景を目にする。死病に冒されたミリアムとティルザは、牢屋から出され、死の谷に追いやられるが、その前に夜に紛れて屋敷に入ってきた。偶然にエスターは二人と出会い、ベン・ハーが無事に戻ったことを伝えると、ミリアムから自分たちは死んだ事にするように約束させられる。
エスターは、ミリアムとティルザが既に死んでいるとベン・ハーに伝える。苦悩を深める彼に、心の平安を求め生き直す道を歩んで欲しいと願うエスターだが、当のベン・ハーは彼女への愛情を抱きながらも怒りを抑えることは出来なかった。

### 後編

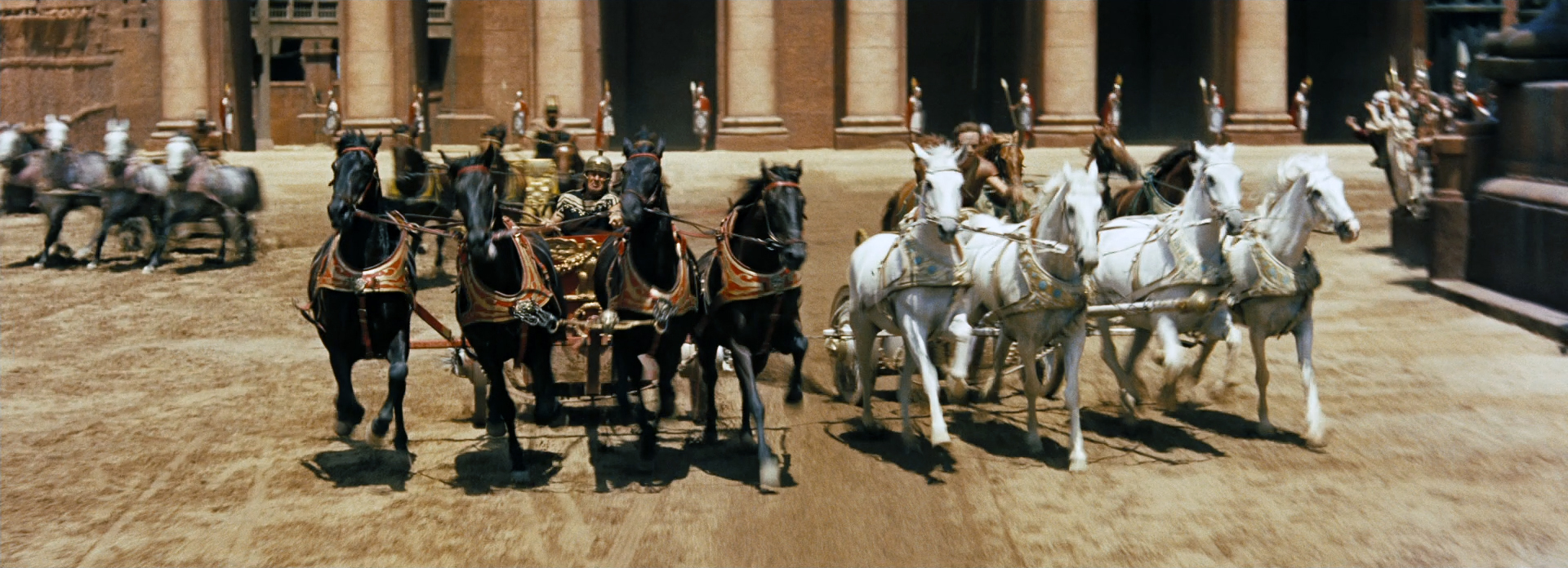
戦車競走（右がベン・ハ―）

巨大な戦車競技場で対決の日を迎え、神への許しを求めつつ復讐に燃えるベン・ハーは、大観衆が見守る中でメッサラとの闘いに臨む。ベン・ハーの戦車を自らの戦車で破壊し、さらにはムチで戦車から叩き落とそうとするメッサラの攻撃に耐えるベン・ハー。ベン・ハーへの攻撃に執心するあまりに戦車を接近させすぎたメッサラは、自らの戦車の車軸をベン・ハーの戦車の車輪で折られてしまい、落車したところを後続の戦車に轢き潰されて瀕死の重傷を負う。メッサラのいない競走でベン・ハーに並ぶものはなく、独走で勝利したベン・ハーは、ユダヤの誇りを守った英雄として熱狂に包まれる。
結果的に復讐は達成されたが、ベン・ハーは余りに無残な姿に変わった仇敵を前に言葉を失う。しかし、死を目前にしてなおもベン・ハーへの憎悪に滾るメッサラから、戦いは未だ終わっていないと告げられ、母と妹が生きていること、彼女たちが死病の者たちが隠れ住む死の谷にいると知らされる。ベン・ハーは死の谷にやって来るが、そこで偶然に会ったエスターに諭されると、岩に隠れて密かに母と妹の声を聞いて涙する。ベン・ハーは家族や親友を不幸にしたローマを憎み、戦車競技の勝者として正式に与えられた市民権を放棄するとともに、恩ある養父アリウスに迷惑をかけまいと親子の縁を切る。
苦しむベン・ハーにエスターは救世主と呼ばれるようになったイエスの話をするが、彼は聞く耳を持たない。しかし、妹が死にかけていることを知ると、エスターとともにすがる思いで母と妹を連れてイエスに会うために街に繰り出す。ところが、イエスが裁判にかけられて磔にされることを知る。そして十字架を背負ったイエスを見て、かつて水を恵み自分を救ってくれたその人であったことにベン・ハーは愕然とする。エスターら3人を残して彼は後を追いかけ、そして倒れたイエスに今度は自ら水を飲ませたが、役人に蹴りとばされる。やがて郊外のゴルゴタの丘でイエスは磔の刑に処せられた。その直後に俄かに天から雷雨と大風が舞い、イエスの流した血が大地を流れていった。
イエスの最期を見届けたベン・ハーの心から復讐の炎は消えていた。邸宅に戻った彼をエスターは微笑みながら迎えた。ふと上を見上げると母と妹が元の健康な姿に戻っていた。あの雷雨の中、ゴルゴタの丘に近い郊外の洞穴に退避した2人は、急な激痛の後に病が癒えていたのだった。ベン・ハーは母と妹を抱きしめながら喜びを分かち合い、神の奇跡を知る。

## スタッフ
- 監督：ウィリアム・ワイラー
- 製作：サム・ジンバリスト（英語版）
- 原作：ルー・ウォーレス『ベン・ハー』
- 脚本：カール・タンバーグ
- 撮影：ロバート・L・サーティース
- 音楽：ミクロス・ローザ
- 助監督：ガス・アゴスティ

### 日本語版
- 日本語字幕：岡枝慎二

|                | フジテレビ版 | 日本テレビ旧版 | テレビ朝日版     | 日本テレビ新版 | テレビ東京版 （追加録音版） |
| -------------- | ------------ | -------------- | ---------------- | -------------- | --------------------------- |
| 演出           | 春日正伸     | 壺井正         | 山田悦司         | 左近允洋       | 佐藤敏夫                    |
| 翻訳           | 飯嶋永昭     | 大野隆一       | 進藤光太         | 額田やえ子     | たかしまちせこ              |
| 調整           |              | 栗林秀年       | 山田太平         | 飯塚秀保       | 山田太平                    |
| 効果           |              | P.A.G          | 東上別符精 P.A.G | スリーサウンド | リレーション                |
| プロデューサー |              |                |                  | 奥田誠治       | （久保一郎）                |
| 制作担当       |              |                | 中島孝三         | 吉田啓介       |                             |
| 制作           |              | グロービジョン | 日米通信社       | グロービジョン | ムービー・テレビジョン      |
| 解説           | 高島忠夫     | 水野晴郎       | 淀川長治         | 水野晴郎       | 木村奈保子                  |

## キャスト
- ジュダ・ベン・ハー（英語版）: チャールトン・ヘストン - 主人公。ユダヤの有力者。
- メッサラ: スティーヴン・ボイド - エルサレム駐留ローマ軍司令官。ジュダの幼なじみの親友。
- エスター: ハイヤ・ハラリート（英語版） - ハー家執事の娘。
- サイモニデス: サム・ジャッフェ - ハー家執事。エスターの父。
- クイントゥス・アリウス: ジャック・ホーキンス - ローマ海軍の総司令官。
- バルサザール（英語版）: フィンレイ・カリー（英語版） - 東方の三博士の1人。
- 族長イルデリム: ヒュー・グリフィス - アラブの富豪。
- ポンテオ・ピラト: フランク・スリング（英語版） - グラタス後任。属州ユダヤの総督。ローマ海軍総司令官アリウスの友人。
- ミリアム: マーサ・スコット - ジュダの母。
- ティルザ: キャシー・オドネル - ジュダの妹。
- 皇帝ティベリウス: ジョージ・レルフ（英語版）
- ドルーサス: テレンス・ロングドン（英語版） - メッサラの部下。
- セクスタス: アンドレ・モレル（英語版） - メッサラ前任エルサレム駐留ローマ軍司令官。
- フレビア: マリナ・ベルティ（英語版）[注 1] - ローマの女性。
- ローマ軍将校: ジュリアーノ・ジェンマ[注 1] - メッサラの部下。
- イエス・キリスト：クラウド・ヒーター（英語版）（ノンクレジット）
- イエスの母マリア：ホセ・グレチ（伊語版）（ノンクレジット）
- マルーク：アディ・ベルベル （独語版）（ノンクレジット）

## 日本語吹替
| 役名                 | 俳優                   | 日本語吹替   | 日本語吹替                                                                                              | 日本語吹替                                                                   | 日本語吹替                                                          | 日本語吹替                                                     |
| 役名                 | 俳優                   | フジテレビ版 | 日本テレビ旧版                                                                                          | テレビ朝日版                                                                 | 日本テレビ新版                                                      | テレビ東京版 （追加録音版）                                    |
| -------------------- | ---------------------- | ------------ | --- | ---------------------------------------------------------------------------- | ------------------------------------------------------------------- | -------------------------------------------------------------- |
| ジュダ・ベン・ハー   | チャールトン・ヘストン | 納谷悟朗     | 石田太郎                                                                                                | 納谷悟朗                                                                     | 玄田哲章                                                            | 磯部勉                                                         |
| メッサラ             | スティーヴン・ボイド   | 羽佐間道夫   | 佐々木功                                                                                                | 羽佐間道夫                                                                   | 大塚芳忠                                                            | 山路和弘                                                       |
| クインタス・アリウス | ジャック・ホーキンス   | 島宇志夫     | 内田稔                                                                                                  | 鈴木瑞穂                                                                     | 渡部猛                                                              | 稲垣隆史                                                       |
| エスター             | ハイヤ・ハラリート     | 鈴木弘子     | 吉野佳子                                                                                                | 武藤礼子                                                                     | 松岡洋子                                                            | 日野由利加                                                     |
| 族長イルデリム       | ヒュー・グリフィス     | 相模太郎     | たてかべ和也                                                                                            | 内海賢二                                                                     | 内海賢二                                                            | 内海賢二                                                       |
| ミリアム             | マーサ・スコット       | 寺島信子     | | 中西妙子                                                                     | 谷育子                                                              | 吉野佳子                                                       |
| ティルザ             | キャシー・オドネル     | 塚田恵美子   | | 小山茉美                                                                     | 勝生真沙子                                                          | 幸田夏穂                                                       |
| ポンテオ・ピラト     | フランク・スリング     | 小林清志     | 家弓家正                                                                                                | 家弓家正                                                                     | 小林修                                                              | 佐古正人 （世古陽丸）                                          |
| サイモニデス         | サム・ジャッフェ       | 松村彦次郎   | | 矢田稔                                                                       | 宮内幸平                                                            | 大木民夫                                                       |
| バルサザール         | フィンレイ・カリー     | 宮川洋一     | 滝口順平                                                                                                | 金内喜久夫                                                                   | 北川米彦                                                            | 小林勝彦 （小島敏彦）                                          |
| ドルーサス           | テレンス・ロングドン   | 富山敬       | |                                                                              | 幹本雄之                                                            | 諸角憲一                                                       |
| セクスタス           | アンドレ・モレル       |              | | 大木民夫                                                                     | 石井敏郎                                                            | 廣田行生                                                       |
| 皇帝ティベリウス     | ジョージ・レルフ       | 高島忠夫     | | 仲木隆司                                                                     |                                                                     | 内田稔                                                         |
| フレビア             | マリナ・ベルティ       |              | |                                                                              |                                                                     |                                                                |
| ローマ軍将校         | ジュリアーノ・ジェンマ |              | |                                                                              |                                                                     |                                                                |
| イエス・キリスト     | クロード・ヒーター     |              | |                                                                              |                                                                     |                                                                |
| ナレーション         | フィンレイ・カリー     | 小林清志     | 滝口順平                                                                                                | 矢島正明                                                                     | 小林修                                                              |                                                                |
| 配役不明             | -                      | 北村弘一     | 大久保正信 瀬能礼子 須藤健 村松康雄 島本須美 平松尚三 松岡文雄 仲木隆司 徳丸完 藤本譲 塩沢兼人 宮崎恵子 | 寺田誠 飯塚昭三 村松康雄 石井敏郎 北村弘一 増岡弘 山田礼子 上田敏也 幹本雄之 | 石森達幸 梶哲也 沢木郁也 斉藤茂 大山高男 山口健 広瀬正志 鈴木れい子 | 斎藤志郎 水野龍司 大滝寛 清水敏孝 すずき紀子 安井邦彦 楠見尚己 |

- フジテレビ版：1974年4月5日・12日『ゴールデン洋画劇場』21:00-22:55（約190分）
- 日本テレビ旧版：1979年4月25日・5月2日『水曜ロードショー』
- テレビ朝日版：1981年5月10日・17日『日曜洋画劇場』
- 日本テレビ新版： 1990年6月15日・22日『金曜ロードショー』（約178分）
- テレビ東京版：2000年3月30日・4月6日『木曜洋画劇場』 21:02-22:54（約189分） 追加録音版：2013年4月5日『シネマクラッシュ 金曜名画座』

※2017年1月25日発売の「吹替の力」シリーズ『ベン・ハー 日本語吹替音声追加収録版ブルーレイ』にはフジテレビ版、テレビ東京追加録音版の2種の吹替を収録。
- チャールトン・ヘストンの公認の専属声優である納谷悟朗は、ラジオ番組『癒されBar若本シーズンZwei』に出演時、吹き替えのキャリアにおいてベン・ハーを思い入れの深い作品の一つとして挙げている。番組のパーソナリティーである若本規夫も当時、「傭兵1」としてほんの一瞬出演していたと語っており（フジテレビ版なのかテレビ朝日版なのかは不明）、若本も納谷も揃って「ベン・ハーを今の声優で吹き替えるにしても最近の声優ではアニメチックになる可能性が高く、自分たちの世代の役者じゃないとベン・ハーの吹き替えは出来ない」と語っている。
- 納谷悟朗と羽佐間道夫が共に務めているフジテレビ版とテレビ朝日版ではカットされている箇所が異なっている。フジテレビ版には後半のベン・ハーが死の谷で母と妹を探すシーンやピラトにアリウスからの指輪を返すシーン、ユダヤ人への差別的な発言が多い台詞はカットされているが、テレビ朝日版には存在する。
- 日本テレビ旧版は、企画段階で「ヘストンの声には納谷悟朗以外の役者を起用するように」という要請が出ていたため、演出の壺井正と当時の番組プロデューサーが相談した結果、石田太郎をヘストンの吹替に起用する事となった。石田はこのキャスティングを不思議に思っており、後日、壺井と再会した際に「どうしてあの時、自分を『ベン・ハー』で起用したんだ？」と話したという。[8]
- テレビ東京版は2013年4月5日にBSジャパンの「シネマクラッシュ 金曜名画座」でノーカット放映された際、初回放送時にカットされた箇所が同一声優で追加録音された。その際、ピラト役の佐古正人とバルサザー役の小林勝彦は既に他界していたため、この2人の追加録音部分はそれぞれ世古陽丸と小島敏彦が担当した。この追加録音版はWOWOWでは2014年2月2日、BS-TBSでは2015年6月13・14日の2夜連続で「完全版」と銘打って放送された。

## 作品の評価

### 映画批評家によるレビュー
Rotten Tomatoesによれば、批評家の一致した見解は「むらはあるが、叙事詩的スケールと壮大なスペクタクルという点では、『ベン・ハー』は今でもハリウッドの純粋なエンターテインメントの最高傑作に数えられる」であり、51件の評論のうち高評価は86%にあたる44件で、平均点は10点満点中8.3点となっている。
Metacriticによれば、9件の評論の全てが高評価で、平均点は100点満点中90点となっている。

### 受賞歴
| 賞                         | 部門                     | 対象                                                              | 結果       |
| -------------------------- | ------------------------ | ----------------------------------------------------------------- | ---------- |
| 第32回アカデミー賞         | 作品賞                   | サム・ジンバリスト                                                | 受賞       |
| 第32回アカデミー賞         | 監督賞                   | ウィリアム・ワイラー                                              | 受賞       |
| 第32回アカデミー賞         | 主演男優賞               | チャールトン・ヘストン                                            | 受賞       |
| 第32回アカデミー賞         | 助演男優賞               | ヒュー・グリフィス                                                | 受賞       |
| 第32回アカデミー賞         | 脚色賞                   | カール・タンバーグ                                                | ノミネート |
| 第32回アカデミー賞         | 美術賞                   | ウィリアム・A・ホーニング エドワード・C・カーファーニョ           | 受賞       |
| 第32回アカデミー賞         | 撮影賞                   | ロバート・L・サーティース                                         | 受賞       |
| 第32回アカデミー賞         | 衣装デザイン賞           | エリザベス・ハフェンデン                                          | 受賞       |
| 第32回アカデミー賞         | 編集賞                   | ジョン・D・ダニング ラルフ・E・ウィンタース                       | 受賞       |
| 第32回アカデミー賞         | 劇映画音楽賞             | ミクロス・ローザ                                                  | 受賞       |
| 第32回アカデミー賞         | 音響賞                   | フランクリン・E・ミルトン                                         | 受賞       |
| 第32回アカデミー賞         | 視覚効果賞               | A・アーノルド・ギレスビー ロバート・マクドナルド マイロ・ローリー | 受賞       |
| 第17回ゴールデングローブ賞 | 作品賞（ドラマ部門）     |                                                                   | 受賞       |
| 第17回ゴールデングローブ賞 | 主演男優賞（ドラマ部門） | チャールトン・ヘストン                                            | ノミネート |
| 第17回ゴールデングローブ賞 | 助演男優賞               | スティーヴン・ボイド                                              | 受賞       |
| 第17回ゴールデングローブ賞 | 監督賞                   | ウィリアム・ワイラー                                              | 受賞       |
| 第17回ゴールデングローブ賞 | 特別賞                   | アンドリュー・マートン （レースシーンの演出に対して）             | 受賞       |

## 逸話

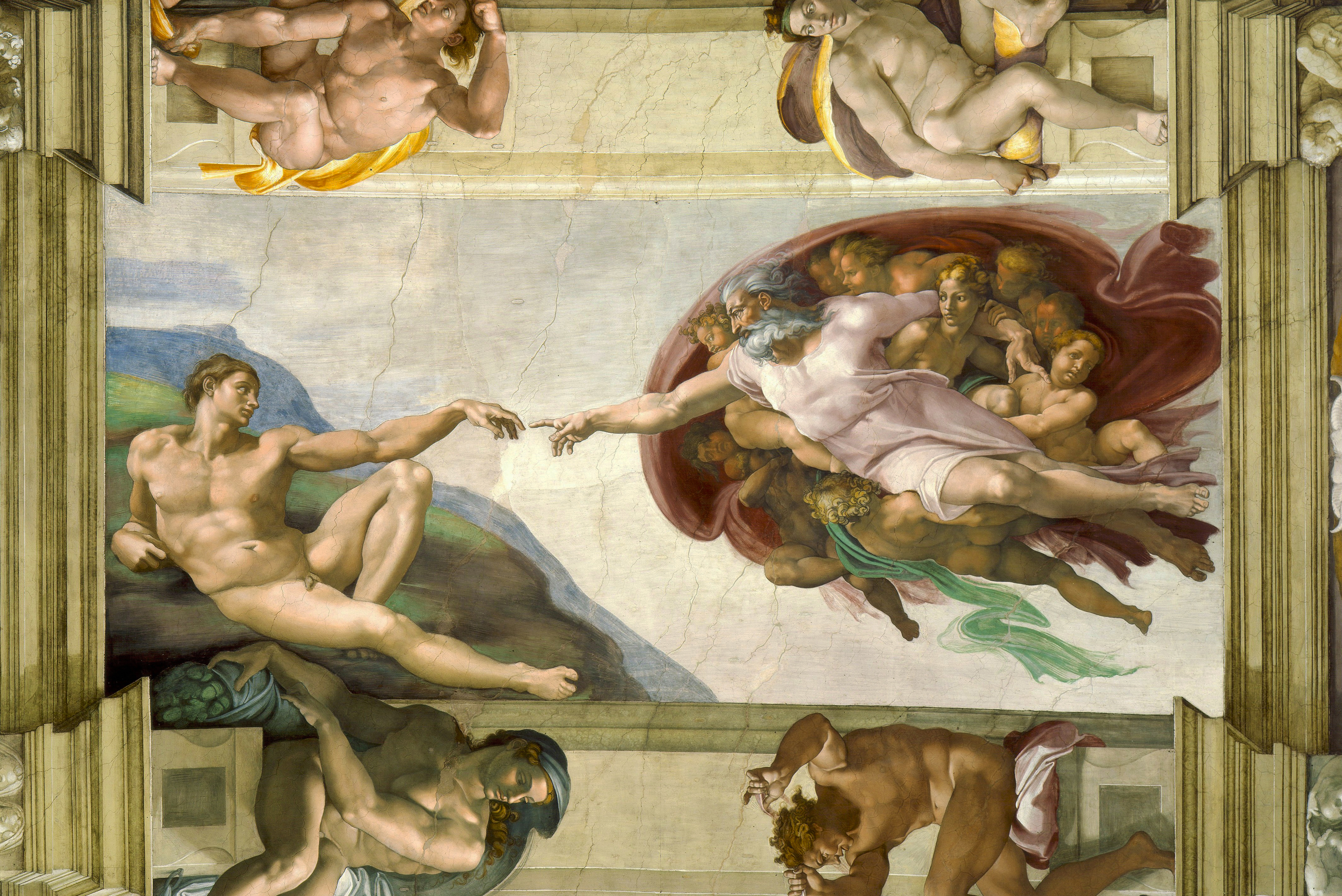
『アダムの創造』

- タイトルでミケランジェロのフレスコ画『アダムの創造』が効果的に使用されている。
- ベン・ハー役はポール・ニューマン、バート・ランカスター、ロック・ハドソンなどにオファーされたが、諸事情からヘストンに役が回ってきた。ニューマンは「スクリーンに堪えうる下半身じゃない」という理由で出演を断った。
- 撮影に使われたのは『愛情の花咲く樹』と同じ70mm映画用カメラ「MGMカメラ65」。これに左右幅を4/5に圧縮するパナビジョン社製アナモフィックレンズを取り付けアスペクト比 1:2.76を得ている。同方式は数年後パナビジョン社があらためて「ウルトラ・パナビジョン70」として採用した。なお撮影の多くはイタリアのローマにある大規模映画スタジオである「チネチッタ」で行われた。撮影では戦車がカメラに突っ込み大破する事故もあった。またカエサルに対してのローマ式敬礼（後世、ナチス式敬礼として利用）が描かれた。
- テレビ放映を前提に画面両端がスタンダードサイズにトリミングされていた80年代以前は問題にならなかったが、90年代に入りソフト化（主としてレーザーディスク）がノートリミングで行われるようになると画面端が褐色に変色する状態が顕在化する事になった。フィルムの損傷や劣化は公開50年を記念した2009年のブルーレイ化の際にデジタル修復（4K解像度）で改善されている。
- オリジナル・サウンドトラック盤は、本編の音源と異なるカルロ・サヴィーナ指揮によるローマ交響楽団の演奏が長年公式盤とされ、作曲者のミクロス・ローザも数回再録音を行ったが、1996年にローザ自身の指揮による本編の音楽と未採用音源が収録された2枚組CDセットが、当時MGM作品の配給を行っていたTurnerから発売された。同音源から選抜されたCD1枚の日本語版も1999年に発売されている。
- 本作の二輪戦車の疾走するレースシーンの演出は第二班監督のアンドリュー・マートン（英語版）と同じく第二班監督で、ウェスタンの名作『駅馬車』のスタントで名を馳せた元スタントマンのヤキマ・カヌート（英語版）が担当、ワイラーは総合監督の立場で、受賞の際のスピーチも「オスカーが増えてうれしい」という短いものだった。

## 脚本のクレジット問題
脚本のクレジットは映画ではカール・タンバーグ1人になっているが、実は彼とクリストファー・フライ、ゴア・ヴィダル、マクスウェル・アンダーソン、S・N・バーマンの5人で執筆したものである。ヴィダルはMGMが契約を2年残して彼を自由にするという条件で、フライと共に脚本を再執筆することに合意したのだが、プロデューサーのサム・ジンバリストが死去したことで、クレジットの問題が複雑化してしまう。そこで全米脚本家組合は『ベン・ハー』の脚本のクレジットをタンバーグのみとし、ヴィダルとフライの両名をクレジットしないことで問題を解決した。これについて、『ベン・ハー』の主演俳優チャールトン・ヘストンは、ヴィダルが執筆したと主張する（注意深く慎重に隠された）同性愛の場面に満足せず、ヴィダルが脚本に大きく関与したことを否定した。しかし、『映画秘宝』が2011年にヴィダルに行ったインタビューによれば、ヴィダルは脚本を盗まれてコピーされ、ノンクレジットにされたため、裁判沙汰に持ち込んだと主張している